# Horsfieldia ampla
Horsfieldia ampla är en tvåhjärtbladig växtart som beskrevs av Markgraf. Horsfieldia ampla ingår i släktet Horsfieldia och familjen Myristicaceae. Inga underarter finns listade i Catalogue of Life.